# العلاقات الكورية الشمالية المالاوية
العلاقات الكورية الشمالية المالاوية هي العلاقات الثنائية التي تجمع بين كوريا الشمالية ومالاوي.

## مقارنة بين البلدين
هذه مقارنة عامة ومرجعية للدولتين:
| وجه المقارنة                                              | كوريا الشمالية                        | مالاوي                     |
| --------------------------------------------------------- | ------------------------------------- | -------------------------- |
| المساحة (كم2)                                             | 120.54 ألف                            | 118.48 ألف                 |
| عدد السكان (نسمة)                                         | 25.49 مليون                           | 18.62 مليون                |
| الكثافة السكانية (ن./كم²)                                 | 211.47                                | 157.16                     |
| العاصمة                                                   | بيونغيانغ                             | ليلونغوي، زومبا            |
| اللغة الرسمية                                             | لغة كوريا الشمالية القياسية ‏          | لغة إنجليزية، لغة الشيشيوا |
| العملة                                                    | وون كوري شمالي                        | كواشا ملاوية               |
| الناتج المحلي الإجمالي (بليون دولار)                      |                                       | 6.30 مليار                 |
| الناتج المحلي الإجمالي (تعادل القوة الشرائية) بليون دولار |                                       | 22.43 مليار                |
| الناتج المحلي الإجمالي الاسمي للفرد دولار أمريكي          |                                       | 338                        |
| الناتج المحلي الإجمالي للفرد دولار أمريكي                 |                                       | 1.20 ألف                   |
| مؤشر التنمية البشرية                                      |                                       | 0.445                      |
| رمز المكالمات الدولي                                      | +850                                  | +265                       |
| رمز الإنترنت                                              | .kp                                   | .mw                        |
| المنطقة الزمنية                                           | ت ع م+08:30، ت ع م+08:30، ت ع م+09:00 | ت ع م+02:00                |

## منظمات دولية مشتركة
يشترك البلدان في عضوية مجموعة من المنظمات الدولية، منها:
| علم المنظمة | اسم المنظمة              | تاريخ انضمام كوريا الشمالية | تاريخ انضمام مالاوي |
| ----------- | ------------------------ | --------------------------- | ------------------- |
|             | الأمم المتحدة            | 17 سبتمبر 1991              | 1 ديسمبر 1964       |
|             | الاتحاد الدولي للاتصالات | ?                           | 19 فبراير 1965      |
|             | الاتحاد البريدي العالمي  | ?                           | ?                   |
|             | يونسكو                   | 18 أكتوبر 1974              | 27 أكتوبر 1964      |

## وصلات خارجية
- موقع وزارة الخارجية الكورية الشمالية